# Järve (Saaremaa)
Koordinaten: 58° 12′ N, 22° 15′ O
Järve ist ein Dorf (estnisch küla) auf der größten estnischen Insel Saaremaa. Es gehört zur Landgemeinde Saaremaa (bis 2017: Landgemeinde Salme) im Kreis Saare.

## Beschreibung
Das Dorf an der Ostküste der Halbinsel Sõrve hat 19 Einwohner (Stand 31. Dezember 2011). Es liegt acht Kilometer südwestlich der Inselhauptstadt Kuressaare.
Bekannt ist Järve vor allem für seine Dünenlandschaft. An einigen Stellen erheben sich die Dünen bis zu acht Meter.
Bei Badegästen sind die Strände an der Ostsee beliebt.